# 乔·库克
约瑟夫·库克（英語：Joseph Cooke，1948年8月14日—2006年11月12日），美国NBA联盟前职业篮球运动员。他在1970年的NBA选秀中第6轮第9顺位被克里夫兰骑士选中。